# Réseau européen de réserves biogénétiques
 (octobre 2016).
Le Réseau européen de réserves biogénétiques (European Network of Biogenetic Reserves) a pour objectif la conservation des écosystèmes uniques en Europe.
Créé par le Conseil des ministres du Conseil de l'Europe en 1976, il rassemble des écorégions présentant un grand intérêt pour la conservation des équilibres biologiques et de la diversité génétique.
En 1991, 35 sites étaient concernés en France, tous réserve naturelle. En juin 1997, 344 réserves biogénétiques ont été listées dans 22 pays en Europe.